# Туманово (Смоленская область)
Тума́ново — село в Смоленской области России, в Вяземском районе. Административный центр Тумановского сельского поселения.
Расположено в восточной части области в 34 км к северо-востоку от районного центра, и в 6 км к северу от М1 «Беларусь». 
Население — 1205 жителей (2007 год).

## История
В окрестностях села Туманово с 1403 по 1493 год проходил рубеж между Великим княжеством Литовским и Русским государством. На смоленском направлении это была самая восточная и близкая к Москве местность, которую контролировало Великое княжество Литовское. В 1493 году в ходе Русско-литовской войны 1487—1494 вместе с городом Вязьма территория отошла к Русскому государству.
По «Списку населённых мест Смоленской губернии» за 1859 год: Туманово — владельческая деревня, 6 дворов, 44 жителя. В 1900 году — 30 дворов, 151 житель. В 1939—1961 годах село было центром Тумановского района.
В 2004 году посёлок преобразован в село.

## Экономика
Больница, туберкулёзный диспансер, средняя школа, подстанция 110кВ, ж/д станция.

## Транспорт
В селе находится одноимённая железнодорожная станция на линии Вязьма — Кубинка, открытая в 1874 году.